# Винник Михайло Моїсейович
Михайло Моїсейович Ви́нник (нар. 22 жовтня 1887, Кам'янець-Литовськ — пом. 1943) — живописець і графік; член Товариства південноросійських художників протягом 1915—1919 років та групи «Об'єднане мистецтво» з 1925 року.

## З життєпису
Народився 22 жовтня 1887 у місті Кам'янці-Литовському (нині місто Кам'янець у Берестейській області Білорусі). Протягом 1909–1913 років навчався в Одеському художньому училищі у Киріака Костанді; у 1922–1924 роках — у Вищих художньо-технічних майстернях у Москві у Володимира Фаворського.
До початку 1920-х років працював в Одесі, згодом — у Москві. Помер у 1943 році.

## Творчість
Виконував тематичні композиції, портрети, пейзажі. Багато працював у техніках малюнка, кольорової ксилографії, кольорової ліногравюри. Творчість позначена впливом постімпресіонізму Поля Сезанна. Серед робіт:
- «Дівчина» (1910);
- «Автопортрет» (1910);
- «Вітряно» (1910);
- «Музикант» (1910);
- «Літо» (1910);
- «Мати та дитина» (1910);
- «Біля плити» (1910);
- «Хлопчаки» (1919);
- «У кар'єрі» (1932);

ксилографії
- «Індустріальний пейзаж» (1932);
- «Годинний завод» (1933);
- «Одноосібники» (1930-ті);
- «Радгоспна молочна» (1930-ті);

ліногравюри
- «У селі» (1936);
- «На млині» (1930-ті);
- «Біля молотилки» (1930-ті);

портрети
- Я. Ануфрієва (1942);
- В. Бурковської (1942).

Брав участь у мистецьких виставках з 1915 року, зокрема:
- 1-й народній виставці картин, плакатів та дитячої творчості в Одесі (1919);
- 1-й виставці товариства «Союз Радянських художників» (1931);
- «Художники РРФСР за XV років. Графіка» (1933);
- Всесоюзній виставці молодих художників, присвяченій 20-річчю ВЛКСМ (1939);
- Всесоюзній виставці «Велика Вітчизняна війна» у Москві (1942—1943);
- «Художники Сибіру в дні Великої Вітчизняної війни» в Новосибірську (1942)[1].

Роботи експонувалися в Афінах у 1934 році.
Автор посібників:
- «Технологія високого друку: навчальний посібник для технікумів» (Москва, 1947) (рос.);
- «Багатобарвний друк: навчальний посібник для художніх поліграфічних училищ» (Москва, 1955) (рос.)[1].

Роботи художника зберігаються у низці музеїв, серед них — Державний музей образотворчих мистецтв імені О. С. Пушкіна, Державний літературний музей та інших.